# NGC 1617
NGC 1617是南天剑鱼座的一个棒旋星系，在哈伯序列中屬於SBa，據估计它距离银河系有3900万光年。该天体于1826年11月5日由詹姆士·丹露帕发现。